# Giải vô địch bóng đá trong nhà các câu lạc bộ Đông Nam Á
Giải vô địch bóng đá trong nhà các câu lạc bộ Đông Nam Á  là giải bóng đá trong nhà giữa các câu lạc bộ vô địch các quốc gia Đông Nam Á được tổ chức bởi Liên đoàn bóng đá Đông Nam Á.

## Các quốc gia tham gia
Bao gồm các câu lạc bộ của 12 liên đoàn bóng đá quốc gia thuộc Liên đoàn bóng đá Đông Nam Á:
- Brunei
- Campuchia
- Đông Timor
- Indonesia
- Lào
- Malaysia
- Myanmar
- Philippines
- Singapore
- Thái Lan
- Việt Nam
- Úc

## Kết quả

### Nam
| 2015 Chi tiết | Bangkok           | Thai Port              | 5–0                 | Felda United       | MIC           | 4–2                   | East Coast Heat       |
| 2016 Chi tiết | Naypyidaw         | Thai Port              | 4–3                 | Thái Sơn Nam       | MIC           | 7–5                   | Black Steel Manokwari |
| 2017 Chi tiết | Bangkok           | Thai Port              | 4–0                 | Sanna Khánh Hòa    | Melaka United | 4–2                   | Permata Indah Futsal  |
| 2018 Chi tiết | Yogyakarta        | Bangkok BTS            | 7–1                 | East Coast Heat    | MIC           | 3–3 aet. (11−10) pen. | SKN Kebumen           |
| 2019 Chi tiết | Nakhon Ratchasima | Chonburi Bluewave      | 9–1                 | Sanatech Khánh Hòa | MIC           | 9–5                   | Down Town Sport       |
| 2021 Chi tiết | Nakhon Ratchasima | Chonburi Bluewave      | Vòng tròn một lượt  | Thai Port          | Selangor MAC  | Vòng tròn một lượt    | Pahang Rangers        |
| 2022 Chi tiết | Nakhon Ratchasima | Bintang Timur Surabaya | 4–2                 | Hongyen Thakam     | Selangor MAC  | 2–2 aet. (8–7) pen.   | Sahako                |
| 2023 Chi tiết | Nakhon Ratchasima | Black Steel Manokwari  | 1–1 aet. (4–3) pen. | Hongyen Thakam     | Thái Sơn Nam  | 3–0                   | Pahang Rangers        |

### Nữ
| 2014 Chi tiết |           | Thái Sơn Nam        | Vòng tròn một lượt | UNJ       | UPI          | Vòng tròn một lượt | Felda United\|- | 2015 Chi tiết | Bangkok | Thái Sơn Nam | 3–1 | Dural Warriors | BG-College of Asian Scholars | 4–3 | Felda United |
| 2016 Chi tiết | Naypyidaw | Jaya Kencana Angels | 2–2 aet (5−4) pen  | Khon Kaen | Thái Sơn Nam | 3–2                | Bangkok         |               |         |              |     |                |                              |     |              |

## Thành tích theo quốc gia

### Kết quả chi tiết

#### Nam
| Đội tuyển   | 2015 | 2016 | 2017 | 2018 | 2019 | 2020 | 2021 | 2022 | 2023 | 2024 | Tổng số |
| ----------- | ---- | ---- | ---- | ---- | ---- | ---- | ---- | ---- | ---- | ---- | ------- |
| Brunei      |      |      |      |      |      |      |      |      |      |      |         |
| Campuchia   |      |      |      |      |      |      |      |      |      |      |         |
| Indonesia   |      |      |      |      |      |      |      |      |      |      |         |
| Lào         |      |      |      |      |      |      |      |      |      |      |         |
| Malaysia    |      |      |      |      |      |      |      |      |      |      |         |
| Myanmar     |      |      |      |      |      |      |      |      |      |      |         |
| Philippines |      |      |      |      |      |      |      |      |      |      |         |
| Singapore   |      |      |      |      |      |      |      |      |      |      |         |
| Thái Lan    |      |      |      |      |      |      |      |      |      |      |         |
| Đông Timor  |      |      |      |      |      |      |      |      |      |      |         |
| Việt Nam    |      |      |      |      |      |      |      |      |      |      |         |
| Úc          |      |      |      |      |      |      |      |      |      |      |         |

#### Nữ
| Đội tuyển   | 2015 | 2016 | 2017 | 2018 | 2019 | 2020 | 2021 | 2022 | 2023 | 2024 | Tổng số |
| ----------- | ---- | ---- | ---- | ---- | ---- | ---- | ---- | ---- | ---- | ---- | ------- |
| Brunei      |      |      |      |      |      |      |      |      |      |      |         |
| Campuchia   |      |      |      |      |      |      |      |      |      |      |         |
| Indonesia   |      |      |      |      |      |      |      |      |      |      |         |
| Lào         |      |      |      |      |      |      |      |      |      |      |         |
| Malaysia    |      |      |      |      |      |      |      |      |      |      |         |
| Myanmar     |      |      |      |      |      |      |      |      |      |      |         |
| Philippines |      |      |      |      |      |      |      |      |      |      |         |
| Singapore   |      |      |      |      |      |      |      |      |      |      |         |
| Thái Lan    |      |      |      |      |      |      |      |      |      |      |         |
| Đông Timor  |      |      |      |      |      |      |      |      |      |      |         |
| Việt Nam    |      |      |      |      |      |      |      |      |      |      |         |
| Úc          |      |      |      |      |      |      |      |      |      |      |         |

Chú thích
| - 1st — Vô địch - 2nd — Á quân - 3rd — Hạng ba - 4th — Hạng tư - SF — Bán kết - GS — Vòng bảng | - q — Vượt qua vòng loại tham dự giải đấu hiện tại - • — Không vượt qua vòng loại - × — Không tham dự / Rút lui / Bị cấm - XX — Quốc gia không tồn tại (Đông Timor: đã là một phần của Indonesia) - — Chủ nhà |